# Ganam Al-Dikan
Ganam Al-Dikan –en árabe, غنام الديكان– (9 de febrero de 1981) es un deportista kuwaití que compitió en judo. Ganó una medalla de bronce en el Campeonato Asiático de Judo de 2005 en la categoría de –90 kg.

## Palmarés internacional
| Campeonato Asiático | Campeonato Asiático  | Campeonato Asiático | Campeonato Asiático |
| Año                 | Lugar                | Medalla             | Categoría           |
| ------------------- | -------------------- | ------------------- | ------------------- |
| 2005                | Taskent (Uzbekistán) | Medalla de bronce   | –90 kg              |